# Stuart Smith
Stuart Lyle Smith (Sídney, 1 de noviembre de 1963) es un militar australiano, principalmente se ha desempeñado como Segundo Comandante de la Fuerza Conjunta de Tareas ADF 633 en Afganistán (Joint Task Force 633) durante la Guerra de Afganistán y como comandante de las tropas australianas desplegadas en Oriente Medio. Fue sustituido en el mando de la Joint Task Force por el Mayor General Michael Crane (DSC, AM) el 3 de octubre de 2012.

## Carrera militar
Stuart Smith nació el 1 de noviembre de 1963 en Sídney. Se educó en el Colegio de San Pablo en Adelaida y ganó la entrada en becas para RMC Duntroon en 1981.
Se graduó del Real Cuerpo de Infantería Australiano en 1984 y ha completado una gran variedad de publicaciones del regimiento en la luz y batallones mecanizados del regimiento real de Australia.
En 1996 asistió al ejército británico, Colegio de Comando y Estado Mayor en Camberley, Reino Unido. Posteriormente, completó los nombramientos de personal en la 3 ª Brigada en Townsville, en el Cuartel General del Ejército en Canberra y 1 ª División / Sede de la Fuerza Conjunta de Despliegue en Brisbane. Él sirvió como el jefe de Oficial de Enlace del Ejército para Asuntos Gubernamentales Australianos del Comité de Relaciones Exteriores del Senado, Defensa y Comercio en 2002.
El Mayor General Smith tiene una considerable experiencia operacional. Se desempeñó como Observador Militar de las Naciones Unidas con la Organización de Supervisión Tregua en el Líbano y Siria durante el año 1993. También se desempeñó como oficial de planeamiento de enlace mediante una coalición dirigida por EE. UU. el Grupo de Trabajo en Kuwait durante 1999/2000. En 2003 estuvo al mando del 1.er Batallón, del Regimiento Real de Australia en el mantenimiento de la paz funciones en el marco de la Misión de Apoyo de las Naciones Unidas a Timor Oriental. A finales de 2004 se desplegó como el Jefe de Estado Mayor de la Fuerza de Tarea Conjunta del ADF 629 responsables de las actividades de socorro tras el terremoto / tsunami en Aceh. Se desempeñó como Segundo Comandante de la Fuerza Conjunta de Tareas del ADF 633 en Afganistán durante el año 2008. En 2011 estuvo al mando del alimentador automático de documentos de respuesta conjunta Grupo de Trabajo a las comunidades en Australia afectadas por el ciclón Yasi.
El 17 de enero de 2012 asumió el mando de todas las fuerzas australianas desplegadas en la zona de Operaciones en Oriente Medio y el 3 de octubre del mismo dejó su mando al Mayor General Michael Crane.

## Estudios
Mayor General Smith se graduó en el Centro de Defensa y Estudios Estratégicos de la Universidad Australiana de Defensa. Posee titulación superior de Licenciatura en Artes (1984), Master en Administración de Empresas (2000), Diploma de Postgrado en Defensa y Estudios Estratégicos (2006) y Diplomado por el Instituto Australiano de Directores de la compañía (2007). Fue nombrado como miembro de la Orden de Australia en 2005 para el servicio excepcional al ejército australiano.

## Vida personal
Él está casado con Karen y tienen tres hijos adultos. Sus intereses incluyen la lectura de la literatura australiana, travesía de campo, y el fútbol australiano.